# Eooxylides enganicus
Eooxylides enganicus är en fjärilsart som beskrevs av Hans Fruhstorfer 1904. Eooxylides enganicus ingår i släktet Eooxylides och familjen juvelvingar. Inga underarter finns listade i Catalogue of Life.